# San-Gavino-di-Fiumorbo
Pour les articles homonymes, voir San-Gavino.
San-Gavino-di-Fiumorbo est une commune française située dans la circonscription départementale de la Haute-Corse et le territoire de la collectivité de Corse. Elle appartient à l'ancienne piève de Cursa, dans le Fiumorbo.

## Géographie
(juin 2019).
Village de moyenne montagne, à 450 m d'altitude, San-Gavino-di-Fiumorbo se situe entre deux rivières : l'Abbatescu (Abatesco), qui prend sa source près du col de Bianca, et U Fiumi di a Bughja qui rejoint l'Abbatescu au-dessous du village au lieu-dit l'agghjunghjenti.
Le village est globalement orienté vers le nord-est. Il est situé sur le flanc de la montagne. Il est accessible par une route depuis la Plaine orientale, serpentant le long de la vallée de l'Abbatescu. D'autres axes moins importants permettent de relier San Gavinu aux villages voisins  : Ania, Isolaccio-di-Fiumorbo et Pietrapola. Autour du cœur du village se situent plusieurs hameaux ou lieux-dits, dont les plus notables sont Bruschiccia, Frassiccia et Milella.
À l'ouest et au sud-ouest, la chaîne de montagnes qui le sépare du Pumonte s'élève jusqu'à 1 990 m avec comme point culminant à Punta di a Furmicula. De vieux chemins de transhumance passent par les cols de Laparo et Rapari. Ils permettent notamment de relier le village au GR 20.
La commune possède plusieurs sources d'eau potable ainsi que de nombreux ruisseaux, qui sont utilisés pour s'alimenter en eau. Bien que dévasté par un incendie en 1944, le couvert végétal a su se reconstituer. On trouve autour du village une châtaigneraie et, plus en altitude, des forêts de pins et de hêtres. Le reste se compose essentiellement de maquis, refuge de très nombreuses espèces animales et végétales (insectes, lézards, sangliers, tortue d'Hermann, etc.).
La beauté de la région a permis à San-Gavino-di-Fiumorbo d'être intégré dans le périmètre du Parc naturel régional de Corse. Des chemins de randonnée vont dans plusieurs directions autour du village.

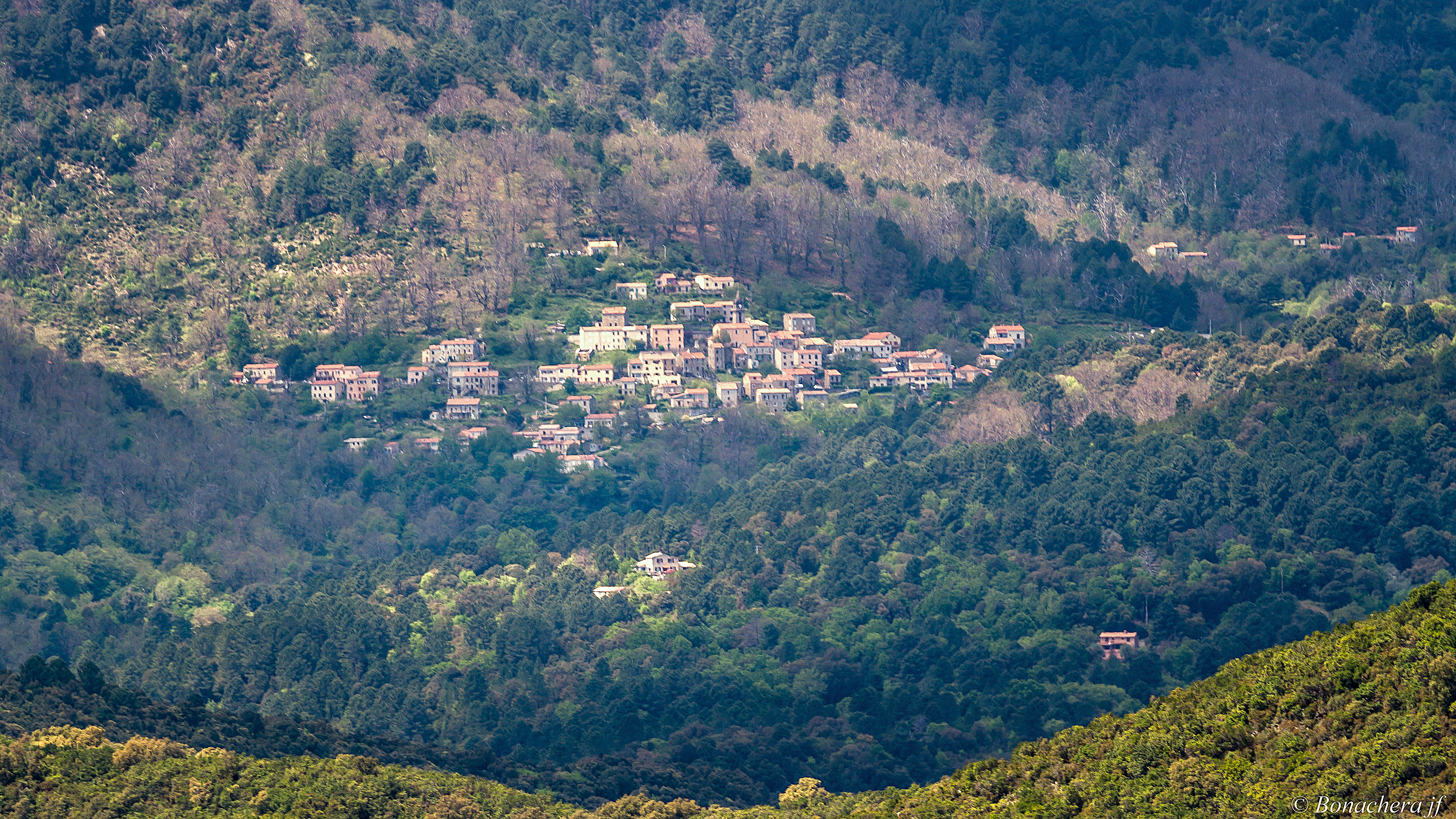
Vue de San-Gavino-di-Fiumorbo vu depuis Serra-di-Fiumorbo.

## Urbanisme

### Typologie
Au 1er janvier 2024, San-Gavino-di-Fiumorbo est catégorisée commune rurale à habitat très dispersé, selon la nouvelle grille communale de densité à sept niveaux définie par l'Insee en 2022.
Elle est située hors unité urbaine et hors attraction des villes,.

### Occupation des sols
L'occupation des sols de la commune, telle qu'elle ressort de la base de données européenne d’occupation biophysique des sols Corine Land Cover (CLC), est marquée par l'importance des forêts et milieux semi-naturels (98,5 % en 2018), une proportion identique à celle de 1990 (98,6 %). La répartition détaillée en 2018 est la suivante : 
forêts (59,3 %), espaces ouverts, sans ou avec peu de végétation (25,5 %), milieux à végétation arbustive et/ou herbacée (13,7 %), zones agricoles hétérogènes (1,4 %). L'évolution de l’occupation des sols de la commune et de ses infrastructures peut être observée sur les différentes représentations cartographiques du territoire : la carte de Cassini (XVIIIe siècle), la carte d'état-major (1820-1866) et les cartes ou photos aériennes de l'IGN pour la période actuelle (1950 à aujourd'hui).

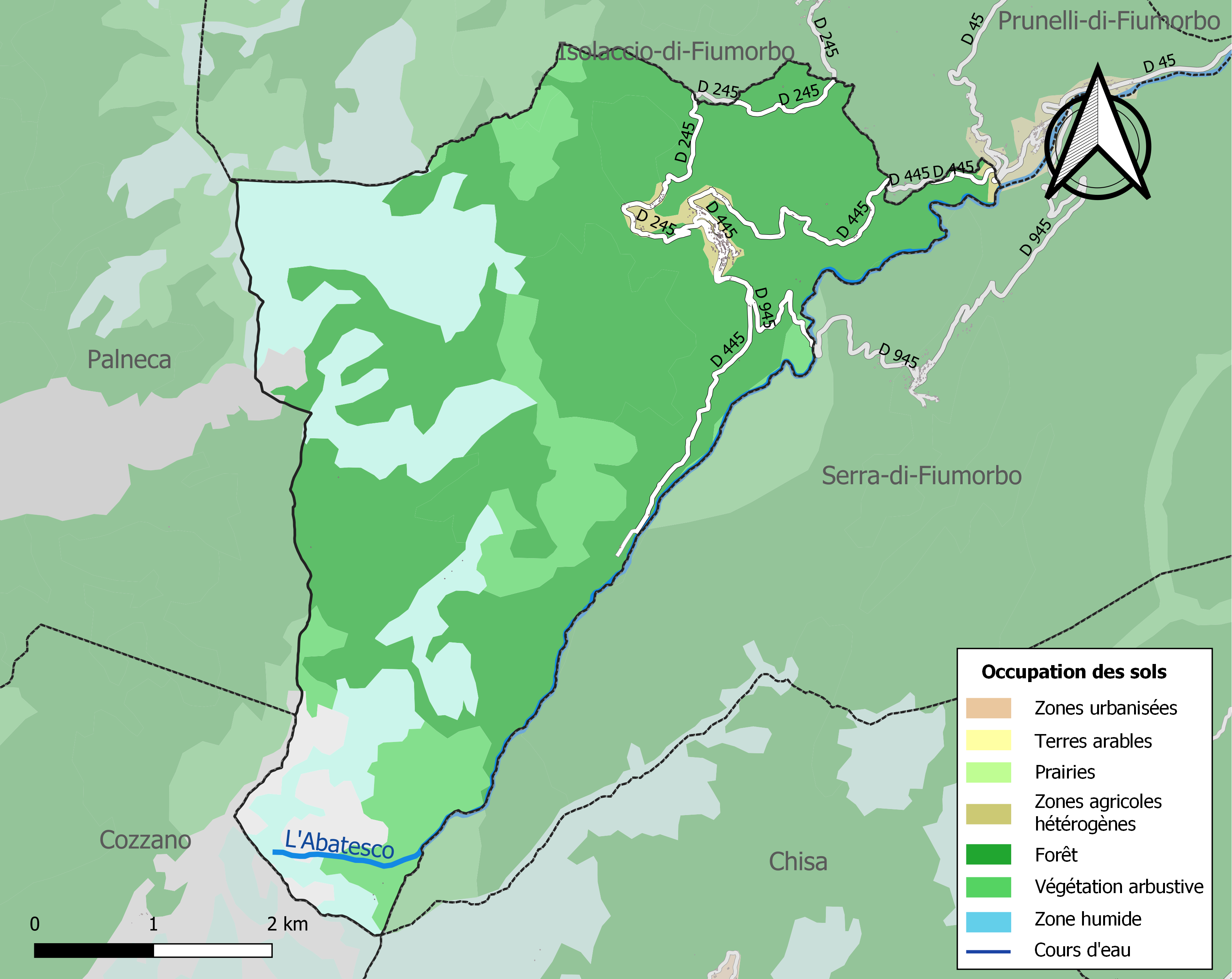
Carte des infrastructures et de l'occupation des sols de la commune en 2018 (CLC).

## Toponymie
Le nom en corse de la commune est San Gavinu di Fiumorbu. San Gavinu est la traduction de Saint-Gabin.

## Politique et administration
Initialement, San Gavinu était un hameau de la commune d'Isolaccio-di-Fiumorbo (L'Isulacciu). Une loi votée le 27 janvier 1939 et promulguée par le président de la République, Albert Lebrun, donna naissance à la commune de San-Gavino-di-Fiumorbo. Durant la guerre, aucune élection ne pouvant être organisée, le village fut administré par une délégation de trois personnes  : Noël Andreani, Dominique Achilli et Édouard Alesandrini. À la Libération, la première élection municipale de l'histoire de San Gavinu fit de François Brand Bartoli son tout premier maire. Julien Achilli lui succéda.
François Valentini, qui mourut en 1961, fut le troisième maire du village. Il devait être remplacé par son premier adjoint, Noël Andreani. De 1965 à 1977, c'est à Charles Bartoli que revint de diriger San Gavinu. Henri Poli fut élu pour la première fois en 1977.
| Période                                  | Période | Identité         | Étiquette | Qualité                                                                           |
| ---------------------------------------- | ------- | ---------------- | --------- | --------------------------------------------------------------------------------- |
| 1977                                     | 2001    | Henri Poli       | MRG       | Ancien officier, conseiller Général (1983-1998) du canton de Prunelli-di-Fiumorbo |
| mars 2001                                | 2026    | Philippe Vittori | PRG       | Agriculteur                                                                       |
| Les données manquantes sont à compléter. |         |                  |           |                                                                                   |

## Démographie
L'évolution du nombre d'habitants est connue à travers les recensements de la population effectués dans la commune depuis 1946. Pour les communes de moins de 10 000 habitants, une enquête de recensement portant sur toute la population est réalisée tous les cinq ans, les populations de référence des années intermédiaires étant quant à elles estimées par interpolation ou extrapolation. Pour la commune, le premier recensement exhaustif entrant dans le cadre du nouveau dispositif a été réalisé en 2008.

En 2022, la commune comptait 100 habitants, en évolution de −25,93 % par rapport à 2016 (Haute-Corse : +5,15 %, France hors Mayotte : +2,11 %).
| 1946 | 1954 | 1962 | 1968 | 1975 | 1982 | 1990 | 1999 | 2006 |
| ---- | ---- | ---- | ---- | ---- | ---- | ---- | ---- | ---- |
| 442  | 434  | 280  | 301  | 293  | 279  | 207  | 209  | 188  |

| 2008 | 2013 | 2018 | 2022 | - | - | - | - | - |
| ---- | ---- | ---- | ---- | - | - | - | - | - |
| 182  | 148  | 106  | 100  | - | - | - | - | - |

## L'église Saint-Antoine-Abbé

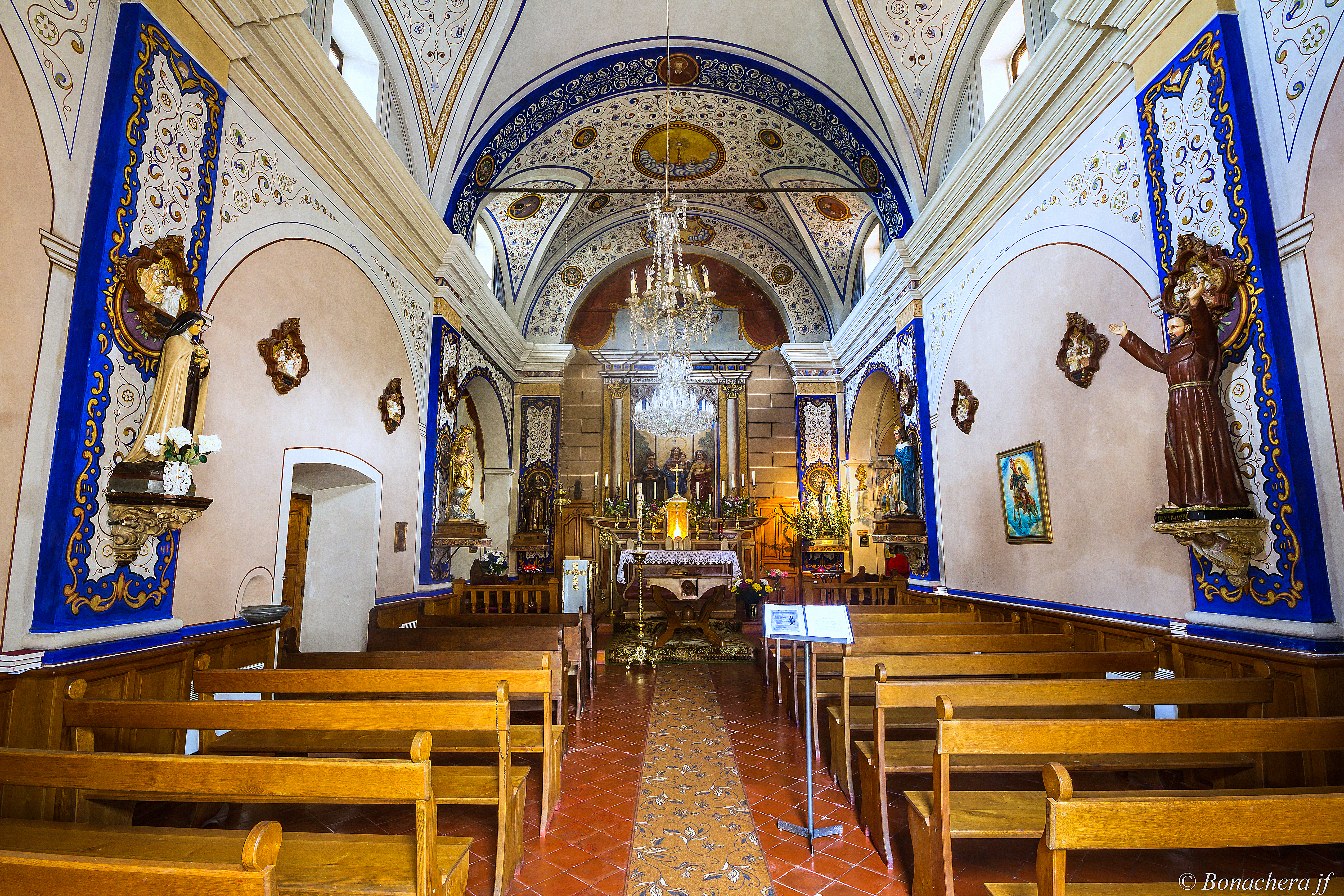
Intérieur de l'église Saint-Antoine-Abbé de San Gavinu di fiumorbu.

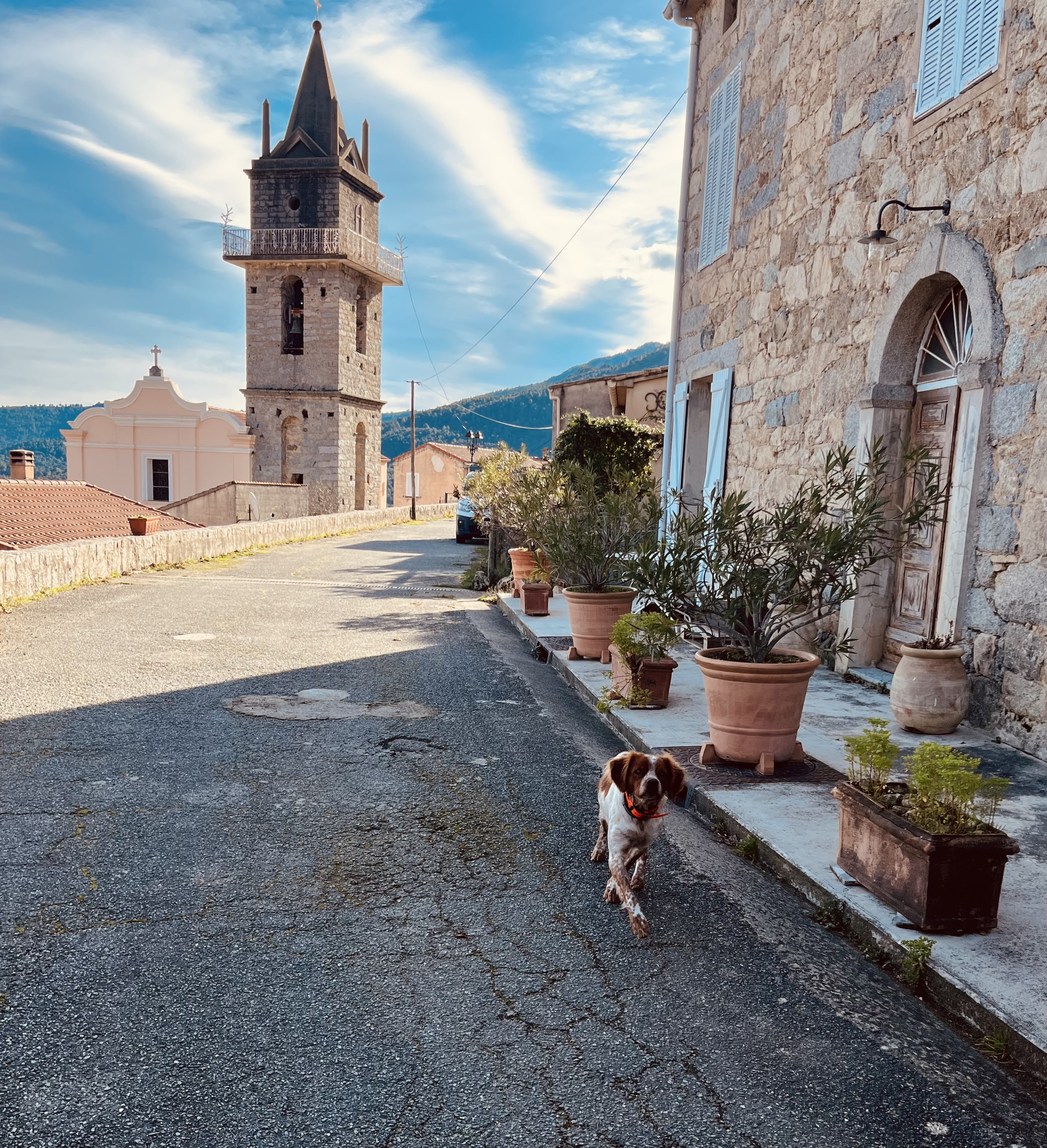
Vue de l'église par la route en surplomb de la D245

Située dans la partie supérieure du village, elle était à l'origine une chapelle, bâtie au XVIIe siècle. Elle fut agrandie en 1850 et est dédiée à saint Antoine, le saint patron de la commune. On a conservé le chevet (mur derrière l'autel) et le maître autel en stuc (« stucco lustro »). Le chevet porte trois statues en stuc peint  : saint Antoine avec une curieuse coiffure qui pourrait rappeler la coiffure des moines coptes, une Vierge à l'Enfant et sainte Lucie.
Le chœur fut peint vers 1870 par un peintre italien, dans le style  du « barochetto » italien). Un bleu outremer éclatant donne  à l'ensemble une note de gaieté et paraît très actuel.
On peut admirer dans l'église plusieurs statues, en bois polychrome, dont les deux principales sont : une de saint Antoine achetée en 1882 et la Vierge de Lourdes achetée en 1887. Une troisième statue en terre cuite dorée, baptisée Notre Dame de la Victoire, fut offerte en 1917 par un soldat engagé durant la Première Guerre mondiale, le lieutenant Ottaviolo Giacomini (dont le nom a été donné à la rue principale de San Gavinu), qui devait mourir au combat la même année.
Il y a aussi une admirable crèche, constituée d'un beau groupe polychrome en terre cuite acheté en 1890. Au fond de l'église, on peut enfin voir la croix du « catenacciu » du Vendredi saint (procession qui a lieu tous les ans).
D'anciens ex-voto sont toujours visibles en entrant dans l'église, à droite de la porte, sur le mur. Ils marquent la reconnaissance de plusieurs paroissiens après des guérisons ou la réalisation de vœux.
Dans la chapelle latérale, on peut voir une statue de la Vierge couronnée, revêtue d'un manteau de soie bleue. Cette statue est portée en procession chaque année, lors de la retraite aux flambeaux se déroulant le 14 août au soir. Elle est toute habillée de noir pendant la semaine sainte.

## Autres lieux et monuments
À proximité de l'église, sur la place où se situent également la mairie et une fontaine nichée dans le mur, se dresse le monument aux morts. Il figure une "Descente de Croix" sculptée dans un bloc de granit rose. Le Christ descendu de la croix est soutenu par deux poilus de la Première Guerre mondiale. La Vierge qui figure la Mère corse est agenouillée dans le coin inférieur gauche. Une plaque recense tous les habitants du village morts pour la France, notamment lors des deux guerres mondiales, ou encore des conflits indochinois et algérien.
À quelques kilomètres au sud de San Gavinu se situe le lieu-dit Catastaghju. Il abrite un gîte d'étape très prisé par les randonneurs, car placé à proximité de plusieurs sentiers de randonnée très fréquentés. Catastaghju marque la fin de la deuxième étape du sentier Mare a Mare centre. De là, il est aussi possible de rallier le GR 20, via le col de Laparo (1 525 m d'altitude), en un peu moins de quatre heures de marche. Le lieu est aussi connu pour avoir accueilli durant les années 1930 les activités de la FORTEF, une entreprise spécialisée dans l'exploitation forestière, et qui disparut dans les années 1940, victime de la guerre et de l'incendie majeur de 1944. On trouve cependant encore sur place des ruines de ces activités, notamment d'un barrage qui alimentait autrefois une petite centrale électrique.
La cascade de Bughja, sur le ruisseau homonyme, est un lieu de canyoning réputé, mais difficile d'accès.

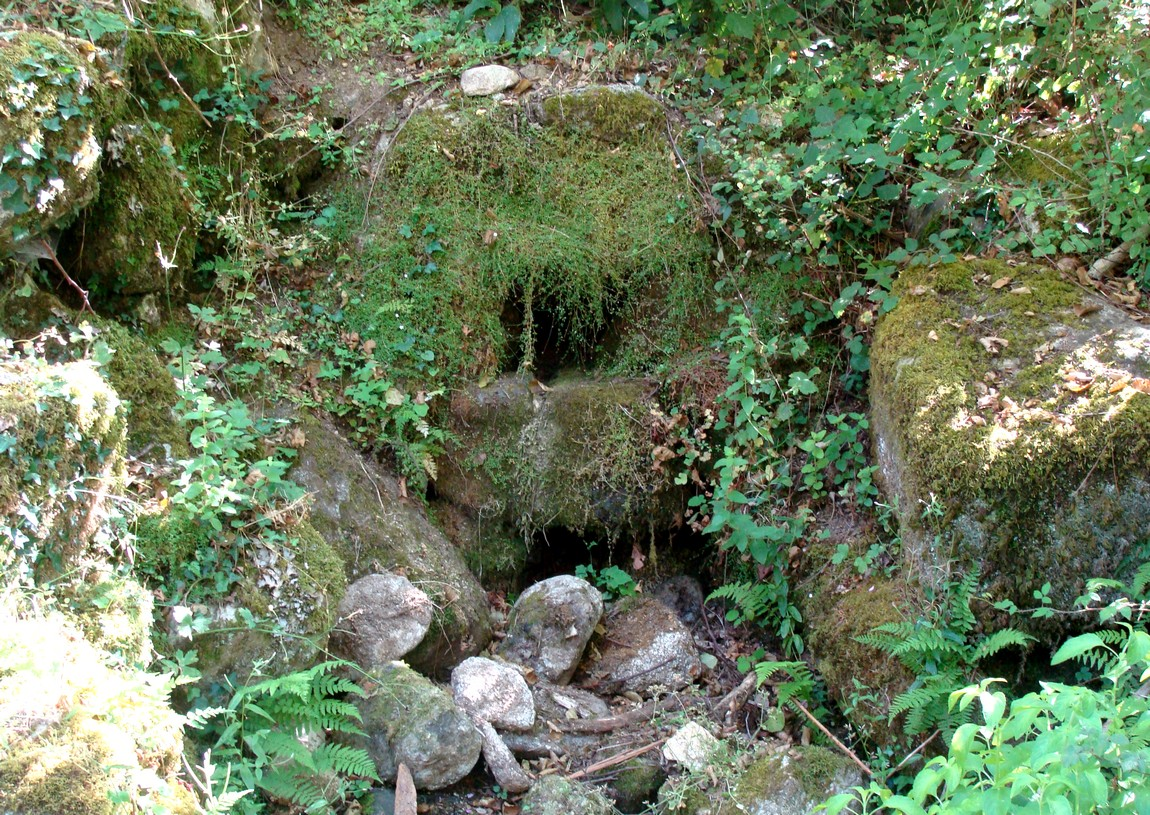
La fontaine de Vaccina.

L'ancienne fontaine de Vaccina, au bord de la route, à Bruschiccia (abandonnée).
L'ancienne école communale n'accueille désormais plus d'enfants. Elle est cependant encore utilisée régulièrement, notamment dans le cadre de la fête du 25 août, à l'occasion de la Saint-Louis. Cette fête est la dernière grande fête de la saison dans le Fiumorbo, et rassemble un grand nombre d'habitants de la région.
On peut aussi signaler la présence d'une croix juste à l'entrée du village (en venant de Frassicia). Cette croix en métal fut érigée à la fin des années 1930, à l'occasion d'une mission d'un père franciscain.

## Personnalités liées à la commune
Charles Bartoli, personnalité incontournable, ancien maire, est la mémoire vivante du village et du Fiumorbo. Il se montre très actif dans la vie de la commune.
Le sous-lieutenant Ottaviolo Giacomini (1899-1917) a vu son nom donné à la rue principale de San Gavinu. Il participa avec éclat à la Première Guerre mondiale. En septembre 1914, il se distingua par son héroïsme, après avoir été fait prisonnier par les Allemands. Ceux-ci l'ayant amené aux positions de son unité, il ordonna à ses hommes d'ouvrir le feu, au risque d'être tué lui-même, afin de les repousser. Décoré de la Médaille militaire pour cet acte de bravoure, il devait ensuite être envoyé en Orient, d'abord à Gallipoli, puis en Serbie. Il mourut de blessures reçues au combat le 16 avril 1917 à Bitola (actuelle Bitola, en Macédoine du Nord), où il est enterré.